# Gertrud Adelborg
Gertrud Virginia Adelborg (10 septembre 1853 à Karlskrona - 25 janvier 1942) était une enseignante suédoise, féministe et membre dirigeante du mouvement des droits des femmes.

## Biographie
Gertrud Adelborg naît à Karlskrona dans le comté de Blekinge, en Suède. Elle est la fille du capitaine de la marine et noble Bror Jacob Adelborg (1816–1865) et de son épouse Hedvig Catharina af Uhr (1820–1903). Elle est la sœur de l'illustratrice de livres Ottilia Adelborg (1855–1936) et de l'artiste textile Maria Adelborg (1849–1940). Adelborg est éduquée par une gouvernante au sein du foyer et est instruite dans des écoles pour filles. Elle travaille comme enseignante de 1874 à 1879 puis est greffière à la cour d'appel de Svea de 1881 à 1883.
Adelborg est active au sein du mouvement des femmes suédoises et de la lutte pour le suffrage des femmes. Employée au bureau de l'association Fredrika Bremer (FBF) de 1884 à 1907, elle y devient à partir de 1886 présidente du chapitre de Stockholm et y est membre du comité central de 1897 à 1915. Elle lancé la FBF Country School for Women (en suédois : Landthushållningsskola för kvinnor) à Rimforsa dans l'Östergötland où elle fait partie de la commission scolaire de 1907 à 1921.

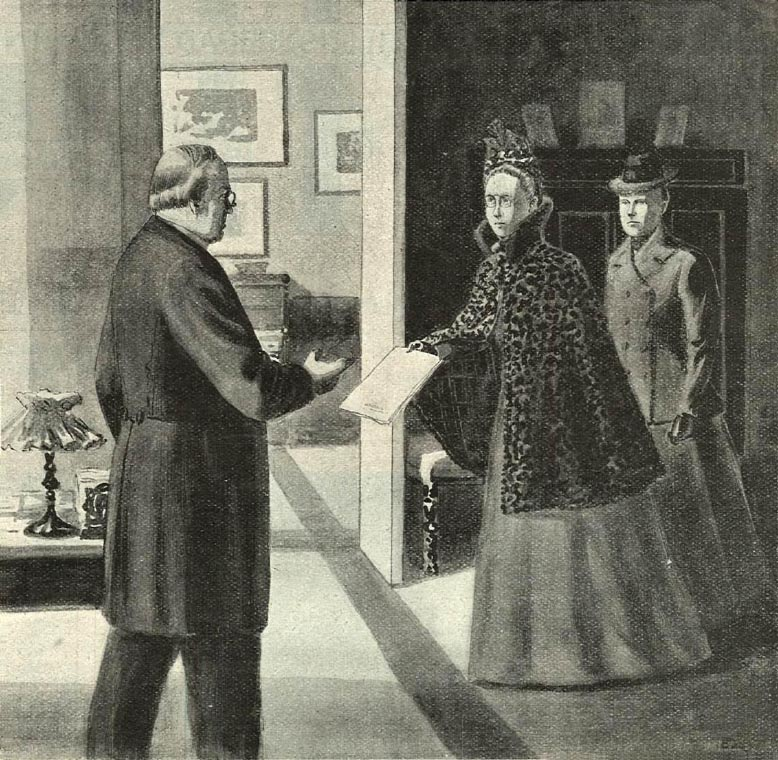
Agda Montelius et Gertrud Adelborg présentent la pétition du suffrage féminin au Premier ministre Erik Gustaf Boström en 1899

En 1899, une délégation de la FBF présente une proposition de suffrage féminin au Premier ministre Erik Gustaf Boström. La délégation, dirigée par Agda Montelius et accompagnée d'Adelborg, a rédigé la demande. C'est la première fois que le mouvement des femmes suédoises présente officiellement une demande de droit de vote pour les femmes.
Adelborg est membre du comité central de l' association nationale pour le droit de vote des femmes (en suédois : Landsföreningen för kvinnans politiska rösträtt, LKPR) de 1903 à 1906. En 1907, elle dirige la délégation LKPR qui présente sa demande au roi Oscar II de Suède. Elle a rappelé à Oscar II les réformes concernant les droits des femmes qui avaient été votées par son père, le roi Oscar Ier de Suède, et a poursuivi en exprimant son espoir que « le fils d'Oscar Ier associerait son nom à une suggestion de suffrage féminin ». Selon Lydia Wahlström : « dès que le roi entendit le nom de son père, son intérêt s'éveilla », et Oscar II promet son soutien, mais ajoute qu'en tant que monarque constitutionnel, il ne peut pas faire beaucoup sans l'action du le gouvernement actuel. Le rôle d'Adelborg au sein du travail sur le suffrage est décrit comme important mais moins public : elle assume des tâches de secrétariat, fait des enquêtes, structure le travail et est l'auteur de plusieurs de ses publications et manifestes.
Adelborg vit pendant sa retraite à Gagnef dans le comté de Dalarna. Elle a reçu la médaille royale suédoise du collège Illis en 1907. Gertrud Adelborg est décédée en 1942 et a été enterrée à Gagnef.

## Autres ressources
- Barbro Hedwall; Susanna Eriksson Lundqvist, rouge.(2011) Vår rättmätiga plats. Om kvinnornas kamp för rösträtt (Stockholm : Albert Bonniers Förlag) (ISBN 978-91-7424-119-8) (suédois)
- Walborg Hedberg; Louise Arosenius (1914) Svenska kvinnor från skilda verksamhetsområden (Stockholm : Albert Bonniers Förlag)